# Meetro
Meetro è un software di instant messaging multiprotocollo, che fornisce servizi basati sulla propria località geografica detti anche LBS (Location Based Service). È compatibile con AOL Instant Messenger, Yahoo! Messenger, MSN Messenger e ICQ. Le funzionalità di Meetro lo rendono un mezzo utile sia per conoscere persone con interessi simili in una data area, sia per aggregare protocolli di instant messanging differenti in un solo programma. La casa fondatrice di Meetro è Meetroduction, situata in Palo Alto, California. La società produttrice è stata chiusa ne l2007 e il servizio è stato dismesso.

## Il Rilascio e i Primi Passi
Meetro è stato pubblicato il 1º giugno 2005. Il 14 di agosto 2005 Slashdot ha pubblicato delle voci non ufficiali comunicando che Meetro stesse avendo dei contatti per essere acquisita dal colosso Google. Paul Bragiel, CEO di Meetroduction, ha successivamente reso noto che l'intera storia era semplicemente un 'pettegolezzo' anche se la pubblicità derivata da questo avvenimento ha portato un'ondata di nuovi utenti verso il nuovo software di instant messanging.

## Come Funziona
La diversità di Meetro rispetto ai diffusi altri programmi di instant messanging sta proprio nella possibilità per gli utenti di inserire delle informazioni su di un luogo geografico, e di vedere altri utenti online che sono nelle aree circostanti. Il suo motore geografico attualmente supporta la quasi totalità dell'USA e dell'Europa e si sta espandendo per includere altri luoghi. Gli utenti che non potessero ottenere una posizione certa posso inserire la latitudine e la longitudine per vedere quanto sono distanti gli altri utenti online in quel momento.
Meetro funziona scansionando attivamente le zone circostanti alla posizione geografica dell'utente alla ricerca di indirizzi MAC di access point wireless. Successivamente Meetro contatta il server del database centrale e confronta l'Indirizzo MAC ricavato con una lista di access point conosciuti. Dopodiché fa qualche calcolo matematico per determinare la latitudine e la longitudine della zona. Una volta che Meetro ha calcolato l'area generale (normalmente un'area di raggio intorno ai 400 metri) della posizione fisica di un utente, la confronta con quella degli altri utenti e visualizza chi c'è entro la distanza di un quarto di km, mezzo km, un km, ecc..

## Funzionalità
Meetro permette agli utenti di creare gruppi personalizzati all'interno del client. Questi gruppi possono essere configurati per mostrare uno specifico sottoinsieme di utenti Meetro raggruppati per ogni combinazione di: Stato (assente/disponibile), Sesso (maschio, femmina, non specificato), Distanza Minima, Distanza Massima, Parole chiave, Relazione (amico, amico di un amico, non collegato, MeetroHQ). Per esempio, si può creare un gruppo che includa tutti gli utenti che sono tra i 3 e i 4 km e sono attualmente online.
Meetro permette agli utenti di creare profili con pagine e fotografie personalizzate. Il programma Meetro è diverso da tutti gli altri programmi di instant messenging perché non permette ai "bot" di accedere al programma e di riempire il database di utenti con profili falsi
Molti utenti di Meetro hanno anche creato il loro gruppi personalizzati oppure basati su di una determinata zona (che si collegano ad siti web esterni) e basati sulle informazioni che hanno inserito all'interno dei propri profili.